# Expeditie Robinson 2014
Expeditie Robinson 2014 is het vijftiende reguliere seizoen van Expeditie Robinson, een televisieprogramma waarin deelnemers moeten overleven op een onbewoond eiland en tegen elkaar strijden voor de overwinning. In het seizoen 2013 werd het programma nog door Evi Hanssen gepresenteerd, maar haar taak werd in 2014 seizoen overgenomen door de Nederlandse Nicolette Kluijver. Dit seizoen startte op 4 september 2014 bij RTL 5. Anders dan in de andere seizoenen werden de deelnemers in de beginfase in drie kampen ingedeeld in plaats van twee: Hemel, Aarde en Hel.
Kay Nambiar werd de uiteindelijke winnaar, na de finale te hebben gewonnen met als opponenten Krystl Pullens en Ferry Doedens.

## Expeditieleden
Er deden in het seizoen van 2014 opnieuw alleen maar bekende Nederlanders mee. Er waren 18 deelnemers: Ancilla Tilia, Anouk Maas, Kay Nambiar, Ferry Doedens, Coosje Smid, Krystl Pullens, Leo Alkemade, Lobke Berkhout, Loek Peters, Lone van Roosendaal, Manuel Broekman, Dominik Włodzimierz Groot, Sabrina Starke, Freddy Tratlehner, Juliette van Ardenne, Nadia Poeschmann, Remy Bonjasky en Rick Brandsteder.
De resultaten van de kandidaten zijn hieronder weergegeven:
| Naam                      | Kamp            | Resultaat           |
| ------------------------- | --------------- | ------------------- |
| Kay Nambiar               | Geel            | Winnaar             |
| Krystl Pullens            | Blauw           | Verliezend finalist |
| Ferry Doedens             | Geel            | Verliezend finalist |
| Freddy Tratlehner         | Blauw           | 4e                  |
| Lobke Berkhout            | Geel            | 5e                  |
| Rick Brandsteder          | Geel            | 6e                  |
| Dominik Włodzimierz Groot | Rood en geel    | 7e                  |
| Sabrina Starke            | Geel            | 8e                  |
| Manuel Broekman           | Blauw           | 9e                  |
| Remy Bonjasky             | Rood en blauw   | 10e                 |
| Anouk Maas                | Rood en blauw   | 11e                 |
| Loek Peters               | Blauw           | 12e                 |
| Nadia Poeschmann          | Rood, geel, hel | 13e                 |
| Leo Alkemade              | Rood, geel, hel | 14e                 |
| Lone van Roosendaal       | Rood            | 15e                 |
| Juliette van Ardenne      | Blauw           | 16e                 |
| Ancilla Tilia             | Blauw           | 17e                 |
| Coosje Smid               | Geel            | 18e                 |

De nummers 1 t/m 10 hebben de samensmelting gehaald.